# Гоа’улды
Гоа’улды (произносятся также как гуаулды, англ. Goa'uld) — вымышленный паразитический инопланетный вид, известный по научно-фантастическому телесериалу «Звёздные врата: SG-1». Созданы сценаристами Дином Девлином и Роландом Эммерихом для фильма 1994 года «Звёздные врата». Название инопланетной расы «гоа’улд» появилось в пилотном эпизоде «Дети богов» (1997). В следующих сериях раса представлена как ведущая паразитический образ жизни и доминирующая в галактике Млечный Путь.
Самоназвание «гоа’улд» переводится с гоа’улдского языка как «бог». Внешний вид гоа’улдов напоминает змею, однако эти существа интеллектуально высокоорганизованны и способны проникать в тела других разумных существ или крупных животных, получая контроль над захваченным организмом. Люди считаются видом, лучше всего подходящим в качестве хозяина (носителя) гоа’улда, причём для обозначения паразита часто используется термин «симбиот». Гоа’улды контролируют огромные армии, состоящие из «джаффа» — потомков переселённых людей, превращённых в рабов и вынашивающих личинки паразитов. Джаффа носят на лбу символы их «богов», а те из них, кто набирается в войска гоа’улдов, надевают маски, напоминающие земное изображение соответствующего божества. Гоа’улды когда-то правили Тау'Ри (Землёй) и поэтому обычно носили имена персонажей земных политеистических пантеонов, в первую очередь древнеегипетского.

## Язык
Язык гоа’улдов является версией древнеегипетского, разработанной для оригинального фильма египтологом Стюартом Тайсоном Смитом. Создатели сериала значительно развили его, разработав синтаксис и грамматику. Предложения строятся в следующем порядке: подлежащее — глагол — дополнение. В языке гоа’улдов отсутствуют местоимения третьего лица, нет разделения по временам. Язык гоа’улдов произошёл от языка унасов, который был подробно изучен Даниэлем Джексоном в эпизоде 4×08 «Первые». Язык унасов довольно примитивен, для него характерен моносиллабизм, глаголы не имеют времени, все местоимения второго лица множественного числа.